# استریکس: سرزمین خدایان
«اَستِریکس: سرزمین خدایان» (فرانسوی: Astérix - Le Domaine des Dieux‎) یک فیلم انیمیشن در سبک ماجراجویی به کارگردانی الکساندر آستیر است که در سال ۲۰۱۴ منتشر شد. نام دیگر این فیلم آستریکس و اوبلیکس: کاخ خدایان می‌باشد. از بازیگران آن می‌توان به آلن شابات، الکساندر آستیر و الی سیمون اشاره کرد.

## موضوع انیمیشن
سزار برای از بین بردن دهکدهٔ «گالی» تمام سعی خود را می‌کند. او برای این کار باید روستاییان را به فرهنگ رومی جذب کند و جامعهٔ جدید رومی را بنا کند.